# Кызыл-Суу (Базар-Коргонский район)
Кызыл-Суу (кирг. Кызыл-Суу) — село в Базар-Коргонском районе Джалал-Абадской области Кыргызстана. Входит в состав Моголского айылного аймака.

## География
Село расположено в юго-восточной части области, на берегах реки Арстанбап (правый приток реки Кара-Ункюр), на расстоянии приблизительно 31 километра (по прямой) к северо-востоку от города Базар-Коргон, административного центра района. Абсолютная высота — 1186 метров над уровнем моря.

## Население
Согласно оценочным данным Национального статистического комитета Кыргызской Республики, численность населения села на начало 2023 года составляла 731 человек.
| год     | 2009 | 2014 | 2015 | 2020 | 2021 | 2023 |
| ------- | ---- | ---- | ---- | ---- | ---- | ---- |
| человек | 690  | 674  | 590  | 694  | 710  | 731  |